# Senderk
Senderk (persiska: سندرک, سِندِرگ) är en ort i Iran.   Den ligger i provinsen Hormozgan, i den sydöstra delen av landet, 1 100 km sydost om huvudstaden Teheran. Senderk ligger 221 meter över havet och antalet invånare är 1 284.
Terrängen runt Senderk är kuperad österut, men västerut är den platt. Runt Senderk är det ganska glesbefolkat, med 25 invånare per kvadratkilometer. Senderk är det största samhället i trakten. Trakten runt Senderk är ofruktbar med lite eller ingen växtlighet.